# 創造科学
創造科学（そうぞうかがく、creation science）とは、進化論が科学的根拠を有しないという主張、およびそれを論証する目的でなされる一連の説や学説のことである。
この立場を採っている人は「創造科学者 creationist」と呼ばれている。

## 概要
創造論から生まれたものであり、聖書（主として『創世記』）に記されている創造主による天地創造は記述どおりの事実であるとし、地球・宇宙の誕生に関する事象は聖書の記録と併せて説明できる、とする論説のことである。
聖書を信じる信仰を土台としており、「科学は道具にすぎない」とする。
この説によれば、この宇宙・世界は約6000年前に創造主によって創造されたものであり（若い地球説）、現代の自然科学での宇宙論の通説である「数十億年に及ぶ宇宙と地球の歴史」という記述は誤りであるとしつつ、進化論（生物は変異し分化してきたとする説明）と対峙する。なお、進化の過程そのものが神の御心であるとするような「有神的進化論」もあるが、本項では述べない。尚、キリスト教根本主義においては、進化論を容認する立場が存在した。

## 創造科学説の内容（主張内容）

### ノアの洪水
ノアの方舟の洪水を起こした水の出所に関して、『創世記』1章7節に
とあることを引用しつつ、創造科学では「大気の上空にある熱圏に当時は非常に密度の高い水蒸気の層がありそれが雨となって地上に降り注ぎ大洪水となった」とする。
「その水はどこへ行ったのか？」という質問に対しては、次のように回答する。
「近年マントル層に大量の水分が含まれていることが解ってきており、おそらく大洪水の水は地中へと流れて行ったと思われる。また洪水以前の地表は比較的なだらかで、全ての山を水没させる為に必要な水の量は現在の環境をもとに考えるよりも少なかった」。

### 化石の生成
通常、生物が死ぬとその体は微生物によって次第に腐敗してゆき、骨などを残して分解してしまう。だが化石として発見される生物の中には明らかに生きている状態のまま石化している物がある。
シダの化石などに枯れてしおれた状態ではなく葉がピンと張った生きた状態形のものが発見されている。創造科学者は「（このような化石は）大洪水という環境の激変時の、比較的短時間の間に大量の土砂と水で覆い、高圧下に密封されてできる物である」とする。「（そのように生成されたと見られる）化石が世界中で発見されていて大洪水の信憑性を物語る」とする。
進化論を支持する一部の科学者は、「化石は地層の下の方に下等な生物が多く、上に行くに従って新しい地層になりより高等な生物が発見されており、生命が下等なものから高度なものへとしだいに進化して行った証拠」としているのに対して、創造科学では、これらは「大洪水の激変時に知能があり移動能力のある生物ほど水を避けて上の方に避難してゆくことが出来たためだ」としている。また「時代ごとに分類されている地層も場所によっては新旧の地層が反転しており、必ずしも年代順になっていない。さらにバラバラの時代であるはずの地層を縦に貫く樹木の化石が発見されている。」とする。

### 洪水後の地球環境
創世記10章25節は大洪水後の地殻変動についても述べている、とする。洪水後大量の水によって急激に冷却された地表はその後、地中との温度差によりマグマの対流が起こったため地殻に亀裂が生じ、プレートができ、プレートテクトニクス現象により大陸が分かれ、高い山脈などが形成された。その後初期の大きな動きはしだいに収まり現在に近い安定した状態になったとしている。大洪水のとき地球の両極付近から起こった冷却は通常考えられるものよりも瞬間的だったとする。シベリアの永久凍土に閉ざされていたマンモスは逃げる暇もなく凍結し、発見当時、その肉は食べることもできるのではないかと思われるほど新鮮であり、またその口には食べかけの草があったとする。
「洪水以前の地球環境は水蒸気層の重みから来る圧力で気圧が高く、現在の1気圧ではなく2.2気圧程度あったと推測されている。そのため恐竜を代表とする、現在の気圧下では存在できないような巨大生物の存在をより説得力を持って説明することができる。たとえば成長したティラノサウルスは、足の大きさから約7トンあるといわれる自重を支えることができず、立ち上がることさえできないとしている。他にも現在の大気圧では飛ぶことのできない5メートル以上の翼を持った生物、自重を支えることのできない巨大なシダ類の大木などの存在を水蒸気層の存在なしに説明するは非常に困難である。」とする。
また以下のように述べる。
創造主は完全な世界を創造されたが、サタンにまどわされたアダムが罪を犯して堕落し、人間は罪の刑罰として死ぬ者となった。すべての人は全的に堕落し、原罪を持って生まれてくる。人間を罪から救うために三位一体の第二位格であるイエス・キリストは処女から生まれ、十字架にかかり、よみがえり、天に昇られ、やがて再臨して、悪魔と不信者は滅ぼされ、もはや神の民をまどわすことはない。
創造科学は24時間6日間の天地創造を信じる若い地球説の立場をとる。ただし、進化論を否定する福音派の中にも、若い地球説をとらない立場がある。

### 創造科学自体に関する言及
創造科学の研究者は「創造科学は創造主の創造した事象を聖書から科学的に検証する観察科学であり、科学の範疇に入る」と主張した。
「創造科学を支持する多くの専門家がいた」とする。
かつてはガリレオ・コペルニクス・ケプラー・ニュートンといった科学者たちも、科学と聖書の記述は何ら矛盾することはなくむしろ科学によって創造主の創造を解明できると考えていた。「当時の教会が彼らと対立したのも古代の学者プトレマイオスらに代表される古典に基づく自然解釈を尊重した結果であり、その点から言えば聖書そのものと科学は対立していなかった」と創造科学に関連して述べる。
また「創造論を支持する多くの証拠が存在する」と述べる。「進化論では、生物が環境に適応すると生殖的に隔離される種分化が起こるはずだが、ヒトの生息域が全世界に広がったにもかかわらずヒトの生殖的隔離は観察されていない。ヒトの種分化が起こらないのは、人間が神に似せて創られた特別な被造物だからである」としている。

## 分布・組織
世界的な分布をみると、創造科学の支持者は米国の保守的・伝統的な地域などに多いが、日本などキリスト教文化圏とは言えない国々・地域にも創造科学の普及団体は存在する。

## キリスト教における議論
進化論を否定する立場でも創造科学を使用するとは限らない。創造と進化論、科学について、アブラハム・カイパー、ウォーフィールド、コーネリウス・ヴァン・ティルら改革派神学者は、非再生知性しか与えられていないノンクリスチャンについて、聖書を理解する能力だけではなく、世界を理解する能力も限定されたものであるととらえるため、キリスト教から離れた科学者の信頼性について議論がある。神は人間をクリスチャンとノンクリスチャンの二種類に分けるため、再生者の学問と非再生者の学問の「二種類の学問」があり、科学は宗教的な中立性を持たず、前科学的確信と前提によって決定されるとみなされている。すべての人間はアダムの犯した罪により、全的に堕落し、堕落の影響は知性にも及んでおり、また堕落前の世界と堕落後の世界そのものが異なっているため、一様性の原理を前提とする近代科学が、堕落前のことを理解することはできないと指摘される。コーネリウス・ヴァン・ティルは前提主義弁証論において、「前提は結論を決する」と断言する。

### 奥山実
教父学の専門家であるトーマス・トーランスは『科学としての神学の基礎』において「科学は神学に基礎づけられるべきだ」と主張したが、奥山実はトーランスを引用しつつ、初代教会は『聖書を真理の最高の規範』としていたのであり、初代教会においては聖書と科学は一つであってプラトン、アリストテレスの哲学を排除したのに、中世のローマ・カトリックはアリストテレスを受け入れ、聖書と科学を分断する罪を犯してしまったが、宗教改革は再び、ギリシャ・ローマ的異教を一掃し、聖書と科学を一つに戻したのであり、創造科学もその立場である、とする。
奥山実は以下のような理解のしかたを提示した。
1. 初代教会 - 聖書と科学は一つ。プラトン、アリストテレスを一掃
2. 中世ローマ・カトリック - 聖書と科学の分断。
3. 宗教改革 - 聖書と科学は一つ。ギリシャ・ローマ的異教の要素を一掃し、科学が誕生する
4. 近代主義 - 聖書と科学の分断。
5. 創造科学 - 聖書と科学は一つ。啓蒙主義と進化論を一掃

## 創造科学に対する評価・反応や社会的なできごと

### アメリカへの影響
なぜ、アメリカ合衆国で創造科学が影響力を持つに至ったかについては、「ウィリアム・ジェニングズ・ブライアンによる組織化による影響が大きかった」とされている。ブライアンは3度民主党の大統領候補となった人物であり、婦人参政権、累進課税等の進歩的制度をアメリカに導入した人物である。
「ブライアンは、ダーウィニズムを社会に援用しようとする社会進化論が、ナチス・ドイツやアメリカにおける優生思想を正当化する理論の根拠となっていることに危機感をもっていた。また自然淘汰説を、敵を排除することで生き残ろうとする反キリスト教的理論と理解していた。アメリカに反キリスト教の動きが広がることを阻止するため、ファンダメンタリストと結びつき、進化科学を公立学校で教えることを禁止する法律をつくるよう推進したのである。」と分析されている。
現在でも、このブライアンの考え方は南部州を中心に根強く残っており、進化論に対して否定的な意見を持つ者が多い。

### 裁判
創造科学の問題は実際に裁判で争われている。アメリカ合衆国ルイジアナ州の「公立学校教育法における創造科学と進化科学の均衡的取り扱い」という法律についての裁判において、1987年、連邦裁判所は創造科学は反証可能性をもたないので科学ではないと結論し、この法律に違憲判決を下している。
2005年にはペンシルベニア州でも同州のドーバー学区が高校の生物の授業に創造科学教育を導入しようとした。しかし保護者の訴えにより起こった裁判で同州連邦地裁は同年12月20日創造科学教育に違憲判決を下した。ジョーンズ判事は創造科学は「科学理論ではなく宗教的見解」だと判断し、創造科学の目的は「公立学校で宗教を教えることにある。信じられない愚行だ」と述べた。

### 日本での創造科学
日本における創造科学は比較的新しい分野である。よくアメリカの福音派や南部の教会の影響を受けたなどといわれるが、それは誤りである。キリスト教（プロテスタント）の教会にもその存在自体が少しずつ浸透してきている。これまでは教会内でも無益と思われる論争をさける傾向があり、科学と宗教は別物であるとされてきた。これは一般的にも同様で、一部を除いて論争にすらならなかった。だが近年は創造論に基づくキリスト教雑誌も複数刊行されはじめており、はっきりと創造科学を支持する信者の数が増加しているようである。

### インテリジェント・デザイン
創造科学においては24時間6日間の創造が主張され、大進化が否定されるが、インテリジェント・デザインは近代科学の説を受け入れており、創造科学とは異なる。
近年アメリカで始まったもので、聖書から科学的に論証しようとする宗教的な論説の創造科学を基礎にして、より多くの人々に受け入れられるように全てを創った存在を「創造者（神）」と言わず「偉大なる知性」と表現し、この知性によって宇宙・地球が設計（デザイン）され、創造されたとするものである。特定の宗教の教義に依存しない不偏的・客観的な視点で理論を構成することで、政教分離を原則とする公教育においても採用されることも意図して提唱された理論だといわれている。
聖書を絶対的なものと見なす立場からは「聖書的な信仰を必ずしも前提としていないため、政治的イデオロギーや、カルト宗教などに利用される事が懸念される」ものと見なされている。また、進化論を支持する立場からは「創造科学の宗教色を覆い隠しただけであり、本質的な違いはない」と見なされている。

#### 風刺・皮肉・パロディー
創造論者の中には「平等の為、進化論のみならず創造科学も学校で教えるべきだ」と主張する者もいる。また創造論者から生まれた「インテリジェント・デザイン (intelligent design, ID)」を支持する人の多くは、生物のデザインを支配する「何者か」が「キリスト教の神である」事をあえて明言しない者も多い。こうした姿勢から進化論者から「宗教であるのに科学に見せかけようとしている」と非難されることがあるが、これに関しては進化論も同じである。
創造科学者を批判する為に作られたパロディカルト宗教「空飛ぶスパゲッティ・モンスター教団」はこの点を皮肉って、「平等のため「スパゲッティ・モンスター」が人類を作ったという説も学校教育で教えるべきだ」と主張していて、「ブッシュ大統領を始めとした（創造した何者かを明言しない）創造論支持者達は我等がスパゲッティ・モンスター教を学校教育に採り入れるために戦ってくれているのだ」とこの主張を皮肉っている。